# Волвокс
Волвокс (Volvox) е род зелени водорасли, представляващи колониални организми.

## Устройство и разпространение
Колонията от волвокс е зелено кълбовидно телце с диаметър от 1 до 3 mm. и е изградена от два вида еукариотни клетки, които имат различна форма и големина, но въобще приличат по строеж на камшичестото едноклетъчно зелена еуглена. Те изпълняват различни функции – телесни/вегетативни (почти всичките и отговарящи за осъществяването на жизнените процеси в колонията, включително хранене и движение) и размножителни (4 – 10 клетки, по-едри и отговорни за размножаването). Бройката им е от 500 до 20 000 (по други данни – 10 000), които са свързани с цитоплазменни мостчета и желоподобна материя. Могат да се открият да плават в блатата и езерата.
Действията между съставящите многоклетъчната колония клетки се съгласуват чрез контакти между отделните клетки, т.е. всички клетки махат с камшичетата си съгласувано, за да движи колонията в определена посока. По принцип клетката не загива, ако се отдели от колонията, но при размножение доста бързо образува колониална форма. Самата колония се размножава, като вътре в нея се образуват малки колонии. Всяка размножителна клетка може да даде начало на нова колония.